# Pseudodiacantha
Pseudodiacantha is een geslacht van Phasmatodea uit de familie Diapheromeridae. De wetenschappelijke naam van dit geslacht is voor het eerst geldig gepubliceerd in 1908 door Redtenbacher.

## Soorten
Het geslacht Pseudodiacantha omvat de volgende soorten:
- Pseudodiacantha macklottii (Haan, 1842)
- Pseudodiacantha zeuxis (Westwood, 1859)